# Sphecodina angulilimbata
Sphecodina angulilimbata är en fjärilsart som beskrevs av Clark 1923. Sphecodina angulilimbata ingår i släktet Sphecodina och familjen svärmare. Inga underarter finns listade i Catalogue of Life.